# Laika Come Home
Laika Come Home és un àlbum de remescles del grup Gorillaz que es va publicar l'1 de juliol de 2002. A diferència de la majoria d'àlbums de remescles, totes estan realitzades per un únic grup, Spacemonkeys. La majoria de cançons pertanyen al primer àlbum d'estudi de Gorillaz però remesclades als estils dub i reggae. L'àlbum inclou la presència de Terry Hall, U Brown, Earl 16 i 2D. La cançó "Lil' Dub Chefin'" fou llançada també com a senzill del 22 de juliol de 2002 amb cert èxit. El títol del treball fa referència a la gossa Laika, el primer ésser viu en orbitar la Terra.

## Llista de cançons
| Núm.          | Títol                                   | Durada |
| ------------- | --------------------------------------- | ------ |
| 1.            | «19-2000» (Jungle Fresh)                | 5:28   |
| 2.            | «Slow Country» (Strictly Rubbadub)      | 3:42   |
| 3.            | «Tomorrow Comes Today» (Bañana Baby)    | 5:29   |
| 4.            | «Man Research» (Monkey Racket)          | 5:57   |
| 5.            | «Punk» (De-Punked)                      | 5:20   |
| 6.            | «5/4» (P.45)                            | 4:27   |
| 7.            | «Starshine» (Dub Ø9)                    | 5:17   |
| 8.            | «Sound Check (Gravity)» (Crooked Dub)   | 5:31   |
| 9.            | «New Genius (Brother)» (Mutant Genius)  | 5:02   |
| 10.           | «Re-Hash» (Come Again)                  | 6:05   |
| 11.           | «Clint Eastwood» (A Fistful of Peanuts) | 5:54   |
| 12.           | «M1 A1» (Lil' Dub Chefin')              | 5:43   |
| Durada total: | Durada total:                           | 66:33  |

| 13. | «Slow Country» (More Rubba Dub)                                             | 5:14 |
| 14. | «Clint Eastwood» (More Peanuts) (només edició limitada)                     | 6:39 |
| 15. | «Spacemonkeyz Theme» (featuring Stanley Huang) (només edició limitada Japó) | 5:21 |